# Judy Youngblood
Judy Youngblood (nascida em 1948 em El Paso, Texas) é uma artista americana. Youngblood é conhecida pelas suas pinturas baseadas em fenómenos climáticos. Ela frequentou a Universidade de Wisconsin-Madison e foi associada ao Atelier 17 em Paris. O seu trabalho encontra-se incluído nas colecções do Museu Smithsoniano de Arte Americana, do Brooklyn Museum e do Dallas Museum of Art.